# Véronique buissonnante
Veronica fruticans
Espèce
Classification phylogénétique
La Véronique buissonnante, ou Véronique des rochers (Veronica fruticans Jacq.) est une petite plante montagnarde à fleurs bleu vif, appartenant au genre Veronica et à la famille des Plantaginacées selon la classification APG II (autrefois les Véroniques étaient classées dans les Scrofulariacées).

## Écologie et habitat
Plante vivace rencontrée presque toujours en altitude, jusqu'à 3 000 m. En France, elle pousse surtout dans les Alpes et les Pyrénées. Elle est beaucoup plus rare en Auvergne et dans les Vosges. On la rencontre également au nord de la Grande-Bretagne, en Islande et en Scandinavie. Elle apprécie surtout les lieux ensoleillés et rocheux : éboulis, prés caillouteux. Floraison de juin à septembre.

## Description

### Morphologie générale et végétative
Plante basse, glabre ou à peine velue, à souche généralement ligneuse, à tige ascendante assez ramifiée, souvent rougeâtre. Feuilles opposées entières ou à peine dentées, étroites, oblongues à ovales, ayant tendance à s'élargir dans la partie supérieure du limbe.

### Morphologie florale
Fleurs hermaphrodites groupées en racèmes simples. Chaque fleur est portée par un pédicelle assez long. Calice hérissé à quatre sépales. Corolle à quatre pétales bleu vif, avec en général une petite couronne rouge à la base des pétales. Deux étamines et un style très longs. Pollinisation entomogame ou autogame.

### Fruit et graines
Le fruit est une capsule oblongue à peine échancrée à son sommet. Dissémination épizoochore.